# Ittoqqortoormiit
Ittoqqortoormiit (en dialecto tunumiit: Illoqqortoormiut; en danés: Scoresbysund) es una población del este de Groenlandia, cerca de la desembocadura del fiordo de Scoresby Sund (en groenlandés: Kangertittivaq). Es una de las poblaciones más remotas de Groenlandia, solo accesible por helicóptero o por barco unos pocos meses al año.
Ittoqqortoormiit fue el centro administrativo de su municipio homónimo, que abarcaba 235.000 km² (más grande que el Reino Unido) a lo largo del estrecho de Dinamarca y el mar de Groenlandia, hasta su integración en el municipio de Sermersooq en enero de 2009. Cuenta con 366 habitantes (en 2018). Destaca por su fauna, que incluye osos polares, bueyes almizcleros y focas.
El nombre danés Scoresbysund deriva del nombre del ballenero escocés William Scoresby, que fue el primero en trazar el área en 1822. El nombre groenlandés Ittoqqortoormiit significa "la casa grande".

## Historia
Ittoqqortoormiit fue fundada en 1925 por Ejnar Mikkelsen y unos 70 colonos llegados a bordo del barco Gustav Holm. El asentamiento fue alentado por Noruega, que en ese tiempo tenía un interés colonial creciente por el noreste de Groenlandia. Al mismo tiempo, la colonización se pensó mejoraría las condiciones de vida declinantes en Tasiilaq, a donde los colonizadores eran más o menos voluntariamente transferidos. Los colonizadores pronto prosperaron gracias a la caza, puesto que la zona era rica en focas, morsas, narvales, osos polares y zorros polares. 
Antes de eso, sin embargo, la misma área había estado densamente poblada por los inuit, como testifican diversos hallazgos arqueológicos.

## Economía
Los cazadores han vivido por generaciones de la caza de ballenas y osos polares, lo cual sigue siendo un factor cultural y económico muy significativo, puesto que la carne y otros subproductos de la caza constituyen una parte muy significativa de la economía de las familias. Sin embargo, los ingresos obtenidos comerciando con estos productos son estacionales y variables. Ittoqqortoormiit tiene cerca una gran población de gambas y fletán negro, pero la presencia de hielo en el mar previene la explotación de estos recursos durante todo el año, y como resultado la pesca nunca se ha desarrollado extensamente en el municipio. El turismo, por otro lado, crece en importancia.

## Ciudades hermanadas
- Nuuk, Groenlandia
- Aalborg, Dinamarca
- Dalvík, Islandia